# Euprotomus vomer

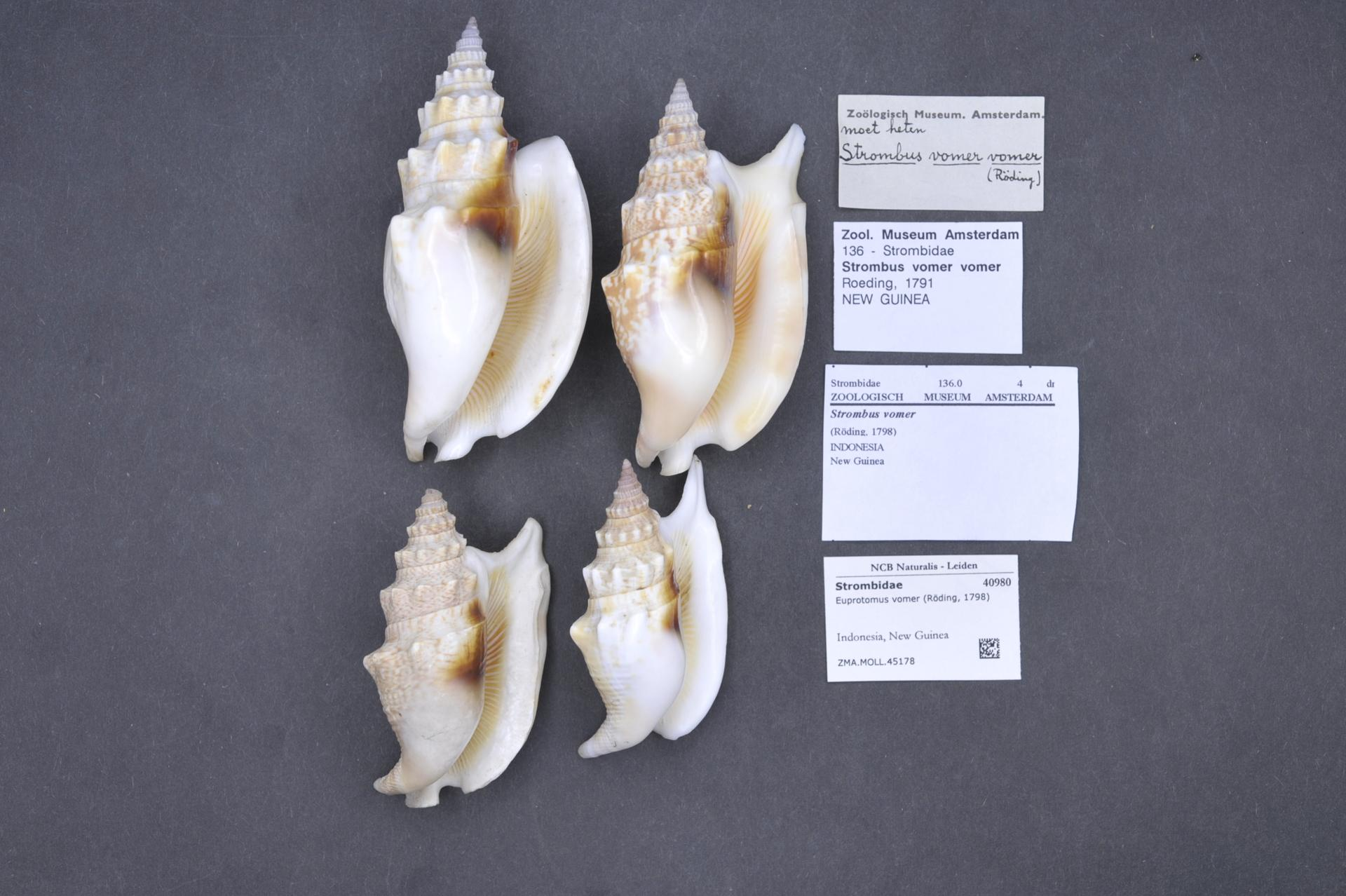

Euprotomus vomer is een slakkensoort uit de familie van de Strombidae. De wetenschappelijke naam van de soort is voor het eerst geldig gepubliceerd in 1798 door Röding.

## Voorkomen
Euprotomus vomer heeft een groot verspreidingsgebied. De soort komt voornamelijk van Nieuw-Caledonië, maar kan ook gevonden worden in Japan. Schelpen uit Nieuw-Zeeland worden Euproromus kiwi genoemd. Schelpen uit Australië krijgen dan weer de naam Euprotomus donnelyi. Beide namen worden synoniem geplaatst aan Euprotomus vomer.
De afmeting van de schelp kan oplopen tot 75 mm.

## Herkennen
Euprotomus vomer ligt in schelp kenmerken zeer dicht bij Euprotomus hawaiensis. E. vomer is het makkelijkste te herkennen aan de donkere vlek op het columella. Ook de mond is beige gekleurd, en heeft dikkere ribbels dan E. hawaiensis. 